# Ehrenhausen
Ehrenhausen är en ort och tidigare kommun i Österrike. Den ligger i distriktet Leibnitz i förbundslandet Steiermark.
Kommunen slogs 1 januari 2015 samman med kommunerna Berghausen, Ratsch an der Weinstraße och  Retznei och bildade kommunen Ehrenhausen an der Weinstraße. Orten ligger nära gränsen till Slovenien. Den har 1 077 invånare (1 januari 2024) .